# Platylister lucifigus
Platylister lucifigus är en skalbaggsart som först beskrevs av Sylvain Auguste de Marseul 1853.  Platylister lucifigus ingår i släktet Platylister och familjen stumpbaggar. Inga underarter finns listade i Catalogue of Life.